# Okres Jičín
 Okres Jičín (deutsch Bezirk Jitschin) ist ein Bezirk in Tschechien.
Der Okres Jičín befindet sich im westlichen Teil der Region Královéhradecký kraj. Seine Fläche beträgt rund 887 km². Die Bevölkerung lebt in 111 Gemeinden, wovon zehn Städte sind. Die Zahl der Bewohner liegt bei 80.578 (Stand 1. Januar 2023).
Im Bezirk sind etwa 18.400 Unternehmen registriert. Der größte Teil sind Handelsunternehmen, Gastronomie- und Beherbergungsbetriebe. Etwa 17 % der Unternehmen gehören zum produzierenden Gewerbe und etwa 5 % sind Landwirtschaftsbetriebe. 68,3 % der Fläche wird landwirtschaftlich genutzt, die Wälder nehmen 21,7 % ein. Etwa ein Drittel der Erwerbstätigen sind im verarbeitenden Gewerbe beschäftigt, davon die meisten im Maschinenbau, der Textil- und Nutzfahrzeugindustrie. Die Landwirtschaft beschäftigt 7,9 %, die Bauindustrie 7,1 %, Handel und Gastgewerbe etwa 10 %.

## Sehenswürdigkeiten
Die geringe Industriedichte sorgt für gesunde Umweltbedingungen. Touristisch interessant ist das Naturschutzgebiet Český ráj, das westlich bis südwestlich in den Bezirk hineinreicht. Stark touristisch frequentiert sind hier die Sandsteinfelsen Prachovské skály und die gut erhaltene Burg Kost. Ferner sind im Bezirk weitere sieben Naturreservate und dreißig Naturdenkmäler ausgewiesen.
Sehenswert ist auch das Teichgebiet der Jinolické rybníky, Prachov, die Umgebung von Sobotka, Lužany u Jičína, Dřevěnice und Hořice, sowie das Vorgebirge von Krkonoše in der Umgebung von Nová Paka, Stará Paka, Hořicko und Bělohradsko.

## Städte und Gemeinden
Bačalky – Bašnice – Běchary – Bílsko u Hořic – Boháňka – Borek – Brada-Rybníček – Březina – Bříšťany – Budčeves – Bukvice – Butoves – Bystřice – Cerekvice nad Bystřicí – Červená Třemešná – Češov – Dětenice – Dílce – Dobrá Voda u Hořic – Dolní Lochov – Dřevěnice – Holín – Holovousy – Hořice – Cholenice – Chomutice – Choteč – Chyjice – Jeřice – Jičín – Jičíněves – Jinolice – Kacákova Lhota – Kbelnice – Kněžnice – Konecchlumí – Kopidlno – Kostelec – Kovač – Kozojedy – Kyje – Lázně Bělohrad – Libáň – Libošovice – Libuň – Lískovice – Lukavec u Hořic – Lužany – Markvartice – Miletín – Milovice u Hořic – Mladějov – Mlázovice – Nemyčeves – Nevratice – Nová Paka – Ohařice – Ohaveč – Osek – Ostroměř – Ostružno – Pecka – Petrovičky – Podhorní Újezd a Vojice – Podhradí – Podůlší – Radim – Rašín – Rohoznice – Rokytňany – Samšina – Sběř – Sedliště – Sekeřice – Slatiny – Slavhostice – Sobčice – Soběraz – Sobotka – Stará Paka – Staré Hrady – Staré Místo – Staré Smrkovice – Střevač – Sukorady – Svatojanský Újezd – Šárovcova Lhota – Tetín – Třebnouševes – Třtěnice – Tuř – Úbislavice – Údrnice – Úhlejov – Újezd pod Troskami – Úlibice – Valdice – Veliš – Vidochov – Vitiněves – Volanice – Vrbice – Vršce – Vřesník – Vysoké Veselí – Zámostí-Blata – Zelenecká Lhota – Železnice – Žeretice – Židovice – Žlunice